# Concílio de Bari
O Concílio de Bari foi convocado e presidido pelo Papa Urbano II em Bari, Itália, em outubro de 1098 durante a Primeira Cruzada. Estiveram presentes 185 bispos, tanto católicos romanos como ortodoxos.

## O Concílio

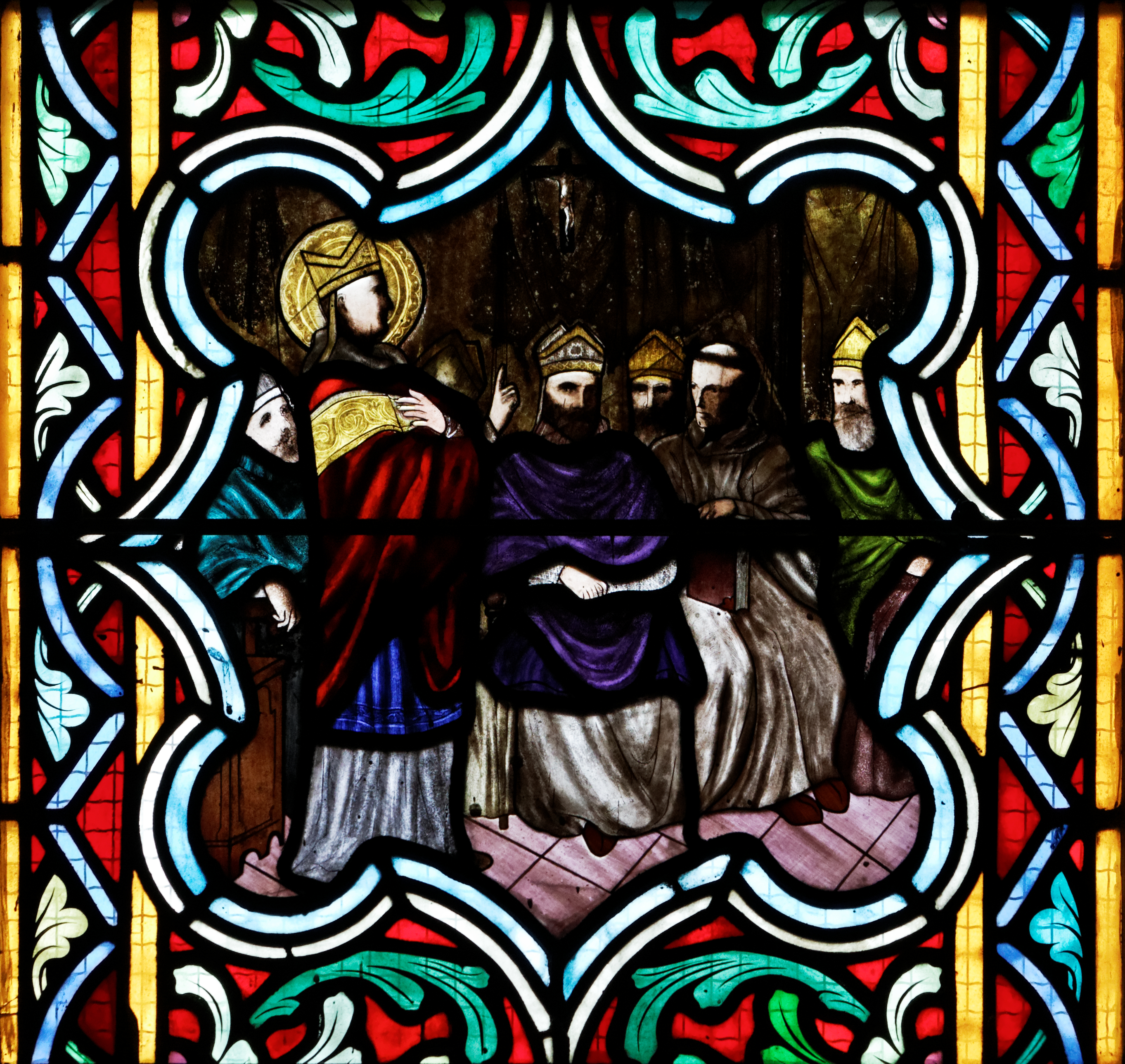
Santo Anselmo falando perante o concílio, de um vitral do século XIX na Catedral de Quimper, na Bretanha.

O registro oficial de seus atos foi perdido, mas foi parcialmente reconstruído a partir de outros registros. Às vezes é apresentado como uma tentativa fracassada de lidar com o Grande Cisma que começou a surgir entre a Igreja Ocidental e Oriental, mas é muito mais provável que os "bispos gregos" que estavam presentes fossem os bispos locais do sul da Itália, alguns dos quais foram governados por Constantinopla tão recentemente quanto 1071. Sob pressão de seus senhores normandos, esses gregos italianos parecem ter aceitado a supremacia papal e a teologia de Anselmo a respeito da correção do uso do pão sem fermento na Eucaristia pela Igreja Ocidental e sua inclusão da cláusula filioque no relato do Credo Niceno sobre a procissão do Espírito Santo. O concílio também condenou Guilherme II da Inglaterra, que forçou Anselmo, o reformador arcebispo de Cantuária, ao exílio. Eadmer atribuiu a Anselmo a obrigação de impedir o papa de excomungá-lo, embora outros atribuam isso à natureza política de Urbano.
Nenhum teólogo ortodoxo de destaque da época, como Teofilato de Ocrida, parece ter estado presente.

## Resultados
O concílio foi dominado por seus membros católicos romanos e anatematizou aqueles que discordavam das posições de Anselmo sobre o filioque e o uso de pão sem fermento na Eucaristia. Não teve efeito na reunificação das Igrejas grega e romana, mas parece ter padronizado com sucesso a prática da Igreja nas terras normandas do sul da Itália.